# Cylindrosybra
Cylindrosybra is een kevergeslacht uit de familie van de boktorren (Cerambycidae). De wetenschappelijke naam van het geslacht werd voor het eerst geldig gepubliceerd in 1922 door Aurivillius.

## Soorten
Cylindrosybra is monotypisch en omvat slechts de volgende soort:
- Cylindrosybra albomaculata Aurivillius, 1922